# Michael Makurath
Michael Makurath (* 1. Juni 1959 in Heilbronn) ist ein deutscher Kommunalpolitiker (parteilos) und seit 1999 Oberbürgermeister der Großen Kreisstadt Ditzingen.

## Leben
Makurath studierte nach dem Abitur an der Fachhochschule für öffentliche Verwaltung in Stuttgart und legte 1983 die Staatsprüfung zum Diplom-Verwaltungswirt (FH) mit einem Prädikatsexamen ab. Seine erste Anstellung fand er in seiner Heimatstadt Heilbronn, wo er als Sachbearbeiter für ein Sanierungsgebiet zuständig war. 1984 wechselte er nach Leonberg und wurde dort persönlicher Referent von Oberbürgermeister Dieter Ortlieb sowie Leiter der Geschäftsstelle Umweltschutz. Zugleich vertrat er die Stadt Leonberg im Nachbarschaftsverband Stuttgart. 1989 wurde er Leiter des Hauptamts der Stadt Vaihingen an der Enz. 1991 kehrte er als Leiter des Schul-, Kultur- und Sportamts nach Leonberg zurück.

## Politik
Als parteiloser Kandidat mit Unterstützung der SPD wurde Makurath am 25. April 1999 als Nachfolger von Alfred Fögen, der nicht mehr kandidierte, zum Oberbürgermeister von Ditzingen gewählt. Wiederwahlen erfolgten am 22. April 2007, am 19. April 2015 als einziger Kandidat mit 95,1 % der Stimmen und am 23. April 2023 mit 90,1 % der Stimmen gegen einen Mitbewerber. Er ist der dienstälteste Oberbürgermeister Baden-Württembergs.
In Makuraths Amtszeit fallen unter anderem der Neubau der Umgehungsstraßen in Hirschlanden und Schöckingen, der Bau der Sportanlage Seehansen im Ortsteil Hirschlanden und der Sporthalle in Heimerdingen sowie die Neugestaltung des Bahnhofsumfelds. 
Makurath ist Mitglied der Regionalversammlung des Verbands Region Stuttgart, wo er der SPD-Fraktion angehört.

## Sonstige Funktionen
Makurath ist Mitglied des Hauptausschusses des Deutschen Städtetags, Vorsitzender des B-Sprengels Stuttgart im Städtetag Baden-Württemberg, Mitglied im Ausschuss für Schule, Kultur und Sport des Städtetag Baden-Württemberg, Vorsitzender des Finanzausschusses des Gemeindetags Baden-Württemberg sowie Mitglied im Ausschuss für Finanzen und Kommunalwirtschaft des Deutschen Städte- und Gemeindebundes. Am 22. November 2018 wurde er zum Präsidenten des Verbands baden-württembergischer Bürgermeister e. V. gewählt, bei dem er zuvor schon als Vizepräsident amtiert hatte.
In seiner Funktion als Oberbürgermeister von Ditzingen ist er unter anderem Mitglied des Personalausschusses des Zweckverbands Bodensee-Wasserversorgung und stellvertretender Vorsitzender des Zweckverbandes Strohgäu-Wasserversorgung, Mitglied des Verwaltungsrates und der Verbandsversammlung des Zweckverbands Strohgäubahn, Mitglied des Verwaltungsrates des Zweckverbands Kommunale Datenverarbeitung Region Stuttgart und des Aufsichtsrates der Rechenzentrum Region Stuttgart GmbH, stellvertretender Vorsitzender und Mitglied des Verwaltungsrats des Zweckverbands Kreisbreitband Ludwigsburg  und Vorsitzender des Aufsichtsrates der Stadtwerke Ditzingen.
2020 wurde Makurath von Bischof Gebhard Fürst in den Diözesancaritasrat der Diözese Rottenburg-Stuttgart berufen.